# Marquesado de Kindelán
El marquesado de Kindelán fue un título nobiliario español creado por Francisco Franco el 1 de octubre de 1961, a favor del teniente general del Ejército del Aire Alfredo Kindelán Duany. Este lo aceptó en 1961, con la expresa aprobación del heredero de los derechos históricos de la Casa de Borbón, Juan de Borbón, conde de Barcelona. 
El título fue suprimido el 21 de octubre de 2022 tras la entrada en vigor de la Ley de Memoria Democrática.

## Denominación
La denominación de la dignidad nobiliaria refiere al apellido paterno, por lo que fue universalmente conocida la persona a la que se le otorgó dicha merced nobiliaria.

## Carta de otorgamiento
El título se le concedió por: 

...los méritos contraídos por el Teniente General del Ejército, don Alfredo Kindelán y Duany, que tuvo la responsabilidad directa del mando superior de las Fuerzas del Aire que mantuvieron victoriosamente en los cielos de España su dominio durante toda la campaña, vengo en expresarle el reconocimiento de la Nación por los servicios prestados a la Cruzada Nacional.
Decreto 1757/1961, de 1 de octubre. (BOE, 2 de octubre de 1961).

## Armas
De merced nueva. En campo de azur, un león, pasante, de oro, acompañado de tres estrellas, de ocho puntas, una en lo alto y dos en lo bajo, del mismo metal.

## Marqueses de Kindelán
|                               | Titular                           | Periodo                       |                               |
| Creación por Francisco Franco | Creación por Francisco Franco     | Creación por Francisco Franco | Creación por Francisco Franco |
| ----------------------------- | --------------------------------- | ----------------------------- | ----------------------------- |
| i                             | Alfredo Kindelán Duany            | 1961-1962                     |                               |
| ii                            | Alfredo Kindelán y Núñez del Pino | 1964-1991                     |                               |
| iii                           | Alfredo Kindelán y Camp           | 1992-2018                     |                               |
| iv                            | María Kindelán Cuéllar            | 2019 -2022                    |                               |